# Hipposideros sumbae
Hipposideros sumbae (Oei, 1960) è un pipistrello della famiglia degli Ipposideridi endemico dell'Indonesia

## Descrizione

### Dimensioni
Pipistrello di medie dimensioni, con la lunghezza della testa e del corpo tra 47,67 e 58,97 mm, la lunghezza dell'avambraccio tra 49,86 e 57,05 mm, la lunghezza della coda tra 245 e 32,55 mm, la lunghezza delle orecchie tra 19,11 e 23,77 mm.

### Aspetto
Le parti dorsali sono fulve o rossastre con la base dei peli color crema, la groppa è bruno-nerastre, mentre le parti ventrali sono grigiastre. Le orecchie sono grandi, larghe, triangolari e con una concavità sul bordo posteriore appena sotto la punta. La foglia nasale presenta una porzione anteriore con un piccolo incavo centrale alla base e tre fogliette supplementari sui lati, un setto nasale leggermente rigonfio e con delle pieghe intorno alle narici ben sviluppate, una porzione posteriore di dimensioni moderate, con il margine superiore semicircolare e tre setti che la dividono in quattro celle. Una sacca frontale è presente in entrambi i sessi. Le membrane alari sono bruno-nerastre. La coda è lunga e si estende leggermente oltre l'ampio uropatagio. 

### Ecolocazione
Emette ultrasuoni ad alto ciclo di lavoro sotto forma di impulsi di breve durata a frequenza costante di 103–106 kHz.

## Biologia

### Comportamento
Si rifugia in grandi colonie all'interno di grotte e sotto i tetti delle case. 

### Alimentazione
Si nutre di insetti. Non è dipendente da fonti d'acqua.

## Distribuzione e habitat
Questa specie è diffusa sulle isole indonesiane di Nusa Tenggara da Sumba a Flores.
Vive fino a 1.000 metri di altitudine.

## Tassonomia
Sono state riconosciute 4 sottospecie:
- H.s.sumbae: Sumba;
- H.s.rotiensis (Kitchener & Maryanto, 1993): Roti;
- H.s.sumbawae (Kitchener & Maryanto, 1993): Sumbawa, Flores;
- H.s.indet.: Savu, Semau;

## Conservazione
La IUCN Red List, considerato il vasto areale e l'abbondanza, classifica H.sumbae come specie a rischio minimo (Least Concern)).